# Air Albania Stadium
Air Albania Stadium, även kallad Arena Kombëtare (svenska: "Nationalarenan"), är en fotbollsarena i Albaniens huvudstad Tirana. Arenan är belägen på samma plats som den tidigare Qemal Stafa-stadion, som var i bruk mellan 1939 och 2016. Arenan började byggas i september 2016 och planerades inledningsvis stå klar till sommaren 2018. Bygget drog dock ut på tiden och arenan stod klar först i oktober 2019.
Arenan byggdes på uppdrag av Federata Shqiptare e Futbollit, Albaniens fotbollsförbund. När den stod klar blev den landets nya nationalarena och därmed hemmaplan för Albaniens herrlandslag i fotboll. Första matchen spelades mot Frankrike den 17 november 2019 under kvalet till fotbolls-EM 2020.